# マジカルホッパーズ
マジカルホッパーズは、1996年にアメリカのクリスタル・ダイナミックスとトイズ・フォー・ボブが開発し、PlayStation、セガサターン、PCにて発売していたアクションゲーム『Pandemonium!』の日本版である。日本版はバンダイにより、PlayStationとセガサターンにて発売された。また、続編の『Pandemonium 2』もバンダイからPlayStationにて『ミラクルジャンパーズ』という邦題で発売されている。

## 要素
危機にある不思議の世界「アメイジングランド」を救うため、「マジカルホッパー」のコンビ、クラムとグッピーの2人が次元を超え、アメイジングランドの世界を救うという内容。男のクラムか女のグッピーの2人から1人を選び、進めていく3Dアクションゲーム。ジャンプしながら敵を倒し進んでいく。クラムは回転攻撃ができ、グッピーは2段ジャンプができる。ステージやキャラクターなどは3Dで描かれているが、2.5次元の奥行きの移動ができない、横スクロール系アクションとなっている。だが、カーブを描いたり、直角に曲がったりなど立体的に見える。

## 海外版との違い
日本版では海外版とはキャラクターなどが違う設定内容になっている。日本版は漫画家SUEZENがデザインしたキャラクターによるもので、オープニンやエンディングなどがアニメムービーとなっている。海外版ではキャラクターはCGで描かれたもので、男の主人公がファーガスという名前の風変わりな宮廷道化師で、シドという名の気が狂った相棒の操り人形が付いた魔術杖を持っている。女の主人公はニッキーという名前の見習い魔法使いの女の子という設定のキャラクターとなっている。オープニングムービーなどもフルCGで描かれている。ストーリーは、魔法の特訓に励むニッキーの前に友人のファーガス&シドが現れる所から始まる。ファーガス&シドが魔法の特訓のために、魔術の本に書かれている呪文を唱えるようニッキーに要求する。呪文を唱えたら、それは恐ろしくも大変な間違いで、巨大なモンスターを呼び出してしまい、メディーバルシティを包囲してしまう。ファーガス&シドとニッキーはこの危機を救うため、立ち向かうという内容。
続編『ミラクルジャンパーズ』に関して、キャラクターなどは差し替えなしで、海外版とほぼ同じままの内容で発売されたので、日本版の『マジカルホッパーズ』の続編というよりは、海外版の方の『Pandemonium!』の続編といっていい内容である。
BMGビクターが海外版と同じ、『パンデモニウム!（Pandemonium!）』というタイトルと、海外版と同じキャラクター、ストーリー内容で日本で発売しようとしていたがキャンセルとなった。代わりにバンダイがマジカルホッパーズという題名でキャラクターなど、海外版とは違うものに差し替えて発売した。